# Roxana Scarlat
Roxana Mariana Scarlat (Bucarest, 3 gennaio 1975) è una schermitrice rumena, specializzata nel fioretto. Ha vinto una medaglia d'argento nella scherma ai Giochi olimpici.

## Palmarès
In carriera ha conseguito i seguenti risultati:
- Giochi olimpici

Atlanta 1996: argento nel fioretto a squadre.
- Mondiali

Città del Capo 1997: argento nel fioretto a squadre.
La Chaux de Fonds 1998: argento nel fioretto a squadre.
Nimes 2001: bronzo nel fioretto individuale.
Lisbona 2002: bronzo nel fioretto a squadre.
L'Avana 2003: bronzo nel fioretto individuale e a squadre.
New York 2004: argento nel fioretto a squadre.
Lipsia 2005: argento nel fioretto a squadre.
- Europei

Danzica 1997: argento nel fioretto individuale.
Bolzano 1999: argento nel fioretto a squadre.
Funchal 2000: argento nel fioretto a squadre.
Coblenza 2001: bronzo nel fioretto a squadre.
Mosca 2002: bronzo nel fioretto individuale.
Copenaghen 2004: oro nel fioretto a squadre.
Zalaegerszeg 2005: bronzo nel fioretto a squadre.
Smirne 2006: argento nel fioretto a squadre.